# Dipseudopsis flavisignata
Dipseudopsis flavisignata är en nattsländeart som först beskrevs av Mclachlan 1866.  Dipseudopsis flavisignata ingår i släktet Dipseudopsis och familjen Dipseudopsidae. Inga underarter finns listade i Catalogue of Life.